# Grand Prix automobile de Chine 2004
GP précédent GP suivant
Le Grand Prix automobile de Chine 2004 (2004 Formula 1 Sinopec Chinese Grand Prix), disputé sur le circuit international de Shanghai le 26 septembre 2004, est la 729e épreuve du championnat du monde de Formule 1 courue depuis 1950 et la seizième et dernière manche du championnat 2004.

## Classement
| Pos  | N° | Pilote               | Écurie           | Tours | Temps/Abandon                      | Grille | Points |
| ---- | -- | -------------------- | ---------------- | ----- | ---------------------------------- | ------ | ------ |
| 1    | 2  | Rubens Barrichello   | Ferrari          | 56    | 1 h 29 min 12 s 420 (205,313 km/h) | 1      | 10     |
| 2    | 9  | Jenson Button        | BAR-Honda        | 56    | + 1 s 035                          | 3      | 8      |
| 3    | 6  | Kimi Räikkönen       | McLaren-Mercedes | 56    | + 1 s 469                          | 2      | 6      |
| 4    | 8  | Fernando Alonso      | Renault          | 56    | + 32 s 510                         | 6      | 5      |
| 5    | 3  | Juan Pablo Montoya   | Williams-BMW     | 56    | + 45 s 193                         | 10     | 4      |
| 6    | 10 | Takuma Satō          | BAR-Honda        | 56    | + 54 s 791                         | 18     | 3      |
| 7    | 11 | Giancarlo Fisichella | Sauber-Petronas  | 56    | + 1 min 05 s 454                   | 7      | 2      |
| 8    | 12 | Felipe Massa         | Sauber-Petronas  | 56    | + 1 min 20 s 080                   | 4      | 1      |
| 9    | 5  | David Coulthard      | McLaren-Mercedes | 56    | + 1 min 20 s 619                   | 9      |        |
| 10   | 14 | Mark Webber          | Jaguar-Cosworth  | 55    | + 1 tour                           | 11     |        |
| 11   | 7  | Jacques Villeneuve   | Renault          | 55    | + 1 tour                           | 12     |        |
| 12   | 1  | Michael Schumacher   | Ferrari          | 55    | + 1 tour                           | 20     |        |
| 13   | 18 | Nick Heidfeld        | Jordan-Ford      | 55    | + 1 tour                           | 14     |        |
| 14   | 17 | Olivier Panis        | Toyota           | 55    | +1 tour                            | 8      |        |
| 15   | 19 | Timo Glock           | Jordan-Ford      | 55    | + 1 tour                           | 16     |        |
| 16   | 21 | Zsolt Baumgartner    | Minardi-Cosworth | 53    | + 3 tours                          | 19     |        |
| Abd. | 20 | Gianmaria Bruni      | Minardi-Cosworth | 38    | Panne mécanique                    | 17     |        |
| Abd. | 4  | Ralf Schumacher      | Williams-BMW     | 37    | Crevaison                          | 5      |        |
| Abd. | 16 | Ricardo Zonta        | Toyota           | 35    | Transmission                       | 13     |        |
| Abd. | 15 | Christian Klien      | Jaguar-Cosworth  | 11    | Suspension                         | 15     |        |

## Pole position et record du tour
- Pole position : Rubens Barrichello en 1 min 34 s 012
- Tour le plus rapide : Michael Schumacher en 1 min 32 s 238 au 55e tour.

## Tours en tête
- Rubens Barrichello : 47 (1-12/ 16-29/ 36-56)
- Jenson Button : 8 (13-14 / 30-35)
- Ralf Schumacher : 1 (15)

## Statistiques
- 9e victoire pour Rubens Barrichello.
- 181e victoire pour Ferrari en tant que constructeur.
- 181e victoire pour Ferrari en tant que motoriste.
- Retour de Ralf Schumacher, blessé au Grand Prix des États-Unis.
- Retour de Timo Glock, pour remplacer Giorgio Pantano.